# Równanie Hammetta
Równanie Hammetta – równanie opisujące wpływ podstawników przy pierścieniach aromatycznych na stałą szybkości reakcji podstawienia elektrofilowego związków chemicznych posiadających te pierścienie. Równanie to zostało opublikowane w roku 1937 przez fizykochemika amerykańskiego, Louisa Hammetta (1894–1987).
Równanie ma postać:
{\displaystyle \log {\frac {k}{k_{0}}}=\rho \sigma ,}
gdzie:
{\displaystyle k} – stała szybkości w reakcji cząsteczki o pierścieniu z podstawnikiem, do którego eksperymentalnie przypisano współczynnik wpływu na reaktywność {\displaystyle \sigma ,}
{\displaystyle k_{0}} – stała szybkości w reakcji analogicznej cząsteczki o pierścieniu bez przyłączonego podstawnika
{\displaystyle \rho } (ro) – stała dla określonego typu reakcji,
{\displaystyle \sigma } (sigma) – stała dla określonego podstawnika.
Otrzymane doświadczalnie wartości ρ mogą służyć do wnioskowania o mechanizmie badanej reakcji. Wartości te także mogą posłużyć do wyznaczenia niezależnych stałych grup funkcyjnych, dzięki którym można oszacować wpływ konkretnych podstawników na reaktywność cząsteczki oraz przez analogię przenosić wyniki na związki wykazujące pewne strukturalne podobieństwo.
Dla pierścieni z więcej niż jednym podstawnikiem można przyjąć z pewną ostrożnością addytywny charakter współczynników {\displaystyle \sigma .} Współczynniki {\displaystyle \sigma } są wyznaczane doświadczalnie, większość z nich jest publikowana w specjalnych poradnikach w formie tabelarycznej.